# الفن في الأحساء
الفن في الأحساء الفن في محافظة الأحساء كان دائما يلهم المواطنين مما أدي الي وجود ممثلون رائعين في الدراما السعودية.

## أعلام
هناك الكثير من الممثليين و الشعراء والمغنيين الذين برعو في الشعر والسينما السعودية.
| - جعفر الغريب - خالد العوض - إبراهيم الحساوي - أحمد الملا (شاعر) - عبد المحسن النمر - محمد بن سعد الجنوبي - عبد الله الحسن - عبد الله بالعيس - راضي المهنا - إبراهيم الصديقي - مطلق دخيل | - عبد الحميد البقشي - هند عبد الرحمن المنصور - عبد العزيز المنصور (مغني) - عبد الرحمن الرقراق - أحمد الحسن - توحة (مغنية) - أحمد بن علي آل الشيخ مبارك - عبد الله محمد الرومي - عدنان بن محمد العوامي |

## وصلات خارجية
- أرشيف موقع بلدية الأحساء
- السياحة في مدينة الأحساء
- فريق سفاري الأحساء لرحلات البر والبحر
- صحيفة الأحساء نيوز